# Kantonsschule Seetal
Die Kantonsschule Seetal ist eine Kantonsschule in Baldegg (Gemeinde Hochdorf) im Schweizer Kanton Luzern.

## Lage und Gebäude
Der Gebäudekomplex der Kantonsschule Seetal liegt neben der «Institutskirche» des Klosters Baldegg, unweit des Baldeggersees. Das grösste und älteste Bauwerk, das sogenannte «Institutsgebäude», wurde 1903 im Jugendstil errichtet. Die Baldegger Schwestern betrieben darin ihr Lehrerinnenseminar, bis die Anlage im Jahr 2006 vom Kanton Luzern übernommen wurde.
Unmittelbar vor dem Eingang des Institutsgebäudes befindet sich die Haltestelle «Baldegg Kloster» der Seetalbahn.

## Bildungsangebote
Die Kantonsschule Seetal bietet drei Bildungsprofile an: das Kurzzeitgymnasium, das Langzeitgymnasium und die Fachmittelschule (FMS).
Für die gymnasiale Maturität kann zwischen den Schwerpunktfächern Bildnerisches Gestalten, Biologie und Chemie, Philosophie/Pädagogik/Psychologie, Physik und Anwendungen der Mathematik, Spanisch sowie Wirtschaft und Recht gewählt werden (Stand 2023).
Die Fachmittelschule bietet die Wahl zwischen den Fachrichtungen Pädagogik und Musik. Sie vermittelt also einerseits den Zugang zur Pädagogischen Hochschule Luzern, anderseits zur Hochschule Luzern – Musik.

## Besonderheiten des Schulprofils
70-Minuten-Lektionen 
Die Lektionen dauern an der KS Seetal in der Regel 70 Minuten, damit der Ablauf des Schultages ruhiger gestaltet werden kann. Innerhalb der Lektionen wechseln dafür die Arbeitsphasen öfter ab. In den Fremdsprachenfächern finden auch einzelne Kurzlektionen von 35 Minuten Dauer statt.
Blockzeiten und Studiumslektionen 
Für die Lernenden in der obligatorischen Schulzeit gelten die drei Lektionen am Vormittag und die ersten zwei Lektionen am Nachmittag in der Regel als Blockzeiten; in allfälligen Zwischenstunden arbeiten sie im Schulhaus. In ihren Stundenplan sind zudem sogenannte Studiumslektionen integriert, während deren sie in Anwesenheit von Lehrpersonen konzentriert an Hausaufgaben oder Projekten arbeiten.
«Sprache und Kultur der Antike» 
In diesem Integrationsfach werden am Gymnasium die Grundlagen für das Verständnis der Geschichte, der Sprachen und Kulturen der griechischen und römischen Antike erarbeitet, auf welche dann in anderen Fächern zurückgegriffen werden kann. Zum Programm gehört auch eine Reise nach Rom während der Frühjahrsstudienwoche.
Studienwochen und Schwerpunkttage 
In jedem Semester findet eine Studienwoche statt. Im Herbst wird vor allem an übergreifenden Themen gearbeitet, im Frühling vorwiegend an Lehrplaninhalten. Zusätzliche thematische Schwerpunkttage sind über das Schuljahr verteilt.
Fremdsprachenaufenthalt 
Alle Lernenden absolvieren am Ende der 4. Klasse des Langzeitgymnasiums bzw. der 2. Klasse des Kurzzeitgymnasiums einen vierwöchigen Sprachaufenthalt in einem fremdsprachigen Gebiet. Zwei Wochen davon fallen in die Schulzeit, zwei in die Sommerferien.
Sozialer Leistungsnachweis 
Alle Schülerinnen und Schüler leisten im Verlauf ihrer Schulzeit unbezahlte Arbeit im Umfang von insgesamt zwei Wochen (80 Arbeitsstunden) für gemeinnützige Organisationen, Jugendverbände etc. oder für die Schulgemeinschaft.

## Bekannte Ehemalige (Auswahl)
Aufgeführt sind auch Ehemalige der Vorgängerschule (bis 2005) Kantonsschule Hochdorf.
- Lea Bischof-Meier (* 1958), Gemeindepräsidentin Hochdorf
- Thomas Bucheli (* 1961), Meteorologe und Fernsehmoderator
- Ralph Müller (* 1964), Professor für Biomechanik an der ETH Zürich
- Claus Wedekind (* 1966), Biologe, Professor an der Universität Lausanne
- Christina Lang (* 1973), Radiomoderatorin
- Silvan Schmid (* 1977), Professor für Nanotechnologie an der TU Wien
- Stefan Buck und Christoph Schröter, Gründungsmitglieder der Band Hecht
- Anic Lautenschlager (* 1984), Radiomoderatorin
- Morris Etter (* 1987) und Lior Etter (* 1990), Gründer der Non-Profit-Organisation Wasser für Wasser
- Eliane (* 1990), Sängerin
- Mira Weingart (* 1996), Radiomoderatorin SRF Virus